# Dżisr al-Mudir
Dżisr al-Mudir (arab. ‏جسر المدير‎) – budowla znajdująca się na zachód od Piramidy Sechemcheta, pochodząca prawdopodobnie z okresu panowania II dynastii. Została odkryta w XIX wieku, a według badań dokonanych w latach 90. XX w. budynek został wykonany z bloków wapiennych, jego wymiary liczyły ok. 650 x 350 m. Przeznaczenie budynku jest nieznane.